# Kunigundenwald
Der Kunigundenwald ist ein Rechtlerwald am Rande des Steigerwalds in der Gemarkung der Gemeinde Seinsheim. Insgesamt acht Orte im Umkreis des Waldes hatten lange Zeit Anteil an der Waldnutzung, diese rechtliche Sonderstellung wurde bereits im Spätmittelalter geregelt.

## Lage
Der Kunigundenwald liegt im äußersten Süden des Landkreises Kitzingen. Weiter südlich erhebt sich der Bullenheimer Berg als Zeugenberg am Rande des Steigerwalds. Dort wurde auch die Kunigundenkapelle errichtet, die auf die Gründungssage des Rechtlerwaldes verweist. Im Norden ist Hüttenheim mit dem Tannenberg zu finden. Weiter nordöstlich liegt Nenzenheim. Von dort aus führt die Kreisstraße KT 1/NEA 42 im Osten am Wald vorbei. Seinsheim, in dessen Gebiet der Wald liegt, liegt in einiger Entfernung im Nordwesten. Die acht Dörfer waren:
| - Bullenheim, etwa 2,2 km im Südwesten - Herrnsheim, etwa 3,7 km im Norden - Hüttenheim, etwa 2,3 km im Norden - Iffigheim, etwa 3,9 km im Nordwesten |  | - Ippesheim, etwa 3,7 km im Südsüdwesten - Nenzenheim, etwa 2,4 km im Nordosten - Seinsheim, etwa 2,8 km im Nordwesten - Wässerndorf, etwa 3,8 km im Nordwesten |

## Geschichte
Der Name des Kunigundenwaldes geht laut einer Sage auf die Kaiserin Kunigunde von Luxemburg zurück. Sie soll sich im Wald verlaufen haben und schwor sich eine Kirche an dem Ort zu gründen, an dem sie wieder aus dem Forst fände. Daraufhin erschallten die Glocken der Bullenheimer Leonhardskirche und Kunigunde fand den Weg heraus. Aus Dankbarkeit stiftete sie nicht nur eine Kirche (die heutige Kunigundenkapelle), sondern schenkte auch den umliegenden Gemeinden den Wald, der bisher Reichsbesitz gewesen war.
In der älteren Literatur vermutet man, dass die acht Dörfer zur Zeit der Ottonen sogenannte Reichsdörfer, also nur dem Kaiser unterstellt waren. Heute geht man davon aus, dass der Kaiser lediglich Würzburger Güter vogteilich verwaltete. Die acht Dörfer im Umfeld des Steigerwaldes richteten aber wahrscheinlich eine Markgenossenschaft ein, die eine gemeinsame Nutzung ihrer Gemarkungen vorsah. Diese gemeinschaftliche Nutzung wurde allerdings bereits im Mittelalter weitgehend aufgegeben.
Der Kunigundenwald wurde von den acht Dörfern offiziell aufgeteilt. Deshalb wurden im Jahr 1458 im sogenannten Holzbrief die Rechte der einzelnen Dörfer festgelegt. Darin heißt es: „(...) die acht Dorfmarken, die Heilige Frau Kunigund ein Holtz geben hat (...)“. Der Vertrag über den Wald wurde in der Flur Steinbühl geschlossen, die am Hüttenheimer Tannenberg liegt. Wahrscheinlich entstand auch die Kunigundenkapelle erst im Zuge der Abfassung des Holzbriefes.
In den Jahrhunderten vor dem Inkrafttreten des Holzbriefes war der Kunigundenwald in weiten Teilen gerodet worden. Erst die Agrarkrise des 14. und 15. Jahrhunderts führte zu einer Wiederaufforstung, die danach nicht neuerlich bedroht wurde. Bis heute wird im Kunigundenwald Mittelwaldbewirtschaftung betrieben. Im Jahr 1958 pflanzte man am Hüttenheimer Tannenberg die sogenannte Acht-Dörfer-Eiche, die auf die mittelalterliche Markgenossenschaft verweist.

## Flora und Fauna
Noch bis ins 15. Jahrhundert war der heutige Kunigundenwald bis in die Höhenlagen mit Ackerland bedeckt. Damals betrieb man auf der Hochebene, dem sogenannten Äiweding, Grasanbau, an den steilen Abhängen entstanden sogenannte Wölbäcker. Nach der Agrarkrise forsteten die Rechtler ihren Wald wieder auf. Seitdem wird im Wald Mittelwaldbewirtschaftung betrieben. Alle 25 Jahre wird das Areal durchforstet, sodass teilweise sehr hohe Bäume hier wachsen können. Der Kunigundenwald ist einer von wenigen Wäldern im Landkreis Kitzingen, in denen diese Bewirtschaftungsform noch heute praktiziert wird.
Die Mittelwaldbewirtschaftung führt auch zu einer differenzierten Fauna. Die Altbäume mit ihren bis zu 25 m Höhe bieten dem Hirschkäfer (Lucanus cervus) einen Lebensraum. Außerdem sind im Kunigundenwald seltene Schmetterlingsarten zu finden. Der Baumbestand wird von Eichen dominiert, vor allem Stein- (Quercus ilex), Trauben- (Quercus petraea) und Stieleichen (Quercus robur) sind im Wald zu finden. Daneben werden Hainbuchen (Carpinus) gepflanzt. Seltener sind Esskastanien (Castanea sativa), Kirschbäume und der Spitzahorn (Acer platanoides). Anders als in vielen angrenzenden Forsten ist die Fichte selten.

## Schutzgebiete
Der gesamte Kunigundenwald ist Teil eines den gesamten westlichen Steigerwald umfassenden Schutzgebietes als Fauna-Flora-Habitat. Seltene Vogelarten wurden durch die Einrichtung des Vogelschutzgebietes Südlicher Steigerwald besonderem Schutz unterstellt. Außerdem ist das gesamte Areal Teil des Landschaftsschutzgebietes, das die ehemalige Schutzzone des Steigerwaldes umfasst.